# 黟县站
黟县站（原名渔亭站）是皖赣铁路的一个车站，位于安徽省黄山市黟县渔亭镇。车站距芜湖站286公里，距贵溪站264公里，现由上海铁路局芜湖车务段管辖，办理列车通过、会让业务，不办理客货运营业。

## 概要

### 历史
车站于1982年10月1日开始临管运输，1984年5月31日随皖赣铁路正式开通运营，当时名为渔亭站，办理客货运业务。1990年9月，车站更名为黟县站。2000年之后，在数次中国铁路大提速影响下，铁路部门决定关停部分皖赣铁路车站的客运业务，使得相邻客运站之间的距离能达到50公里，以减少列车停站多导致列车平均旅速低的情况。因此，黟县站于2009年9月1日起停办客货运业务。

### 营运状况
目前车站除了接发皖赣线上的列车外，每日有一对来往黄山和倒湖的通勤列车停靠，供车站及沿线铁路职工使用。

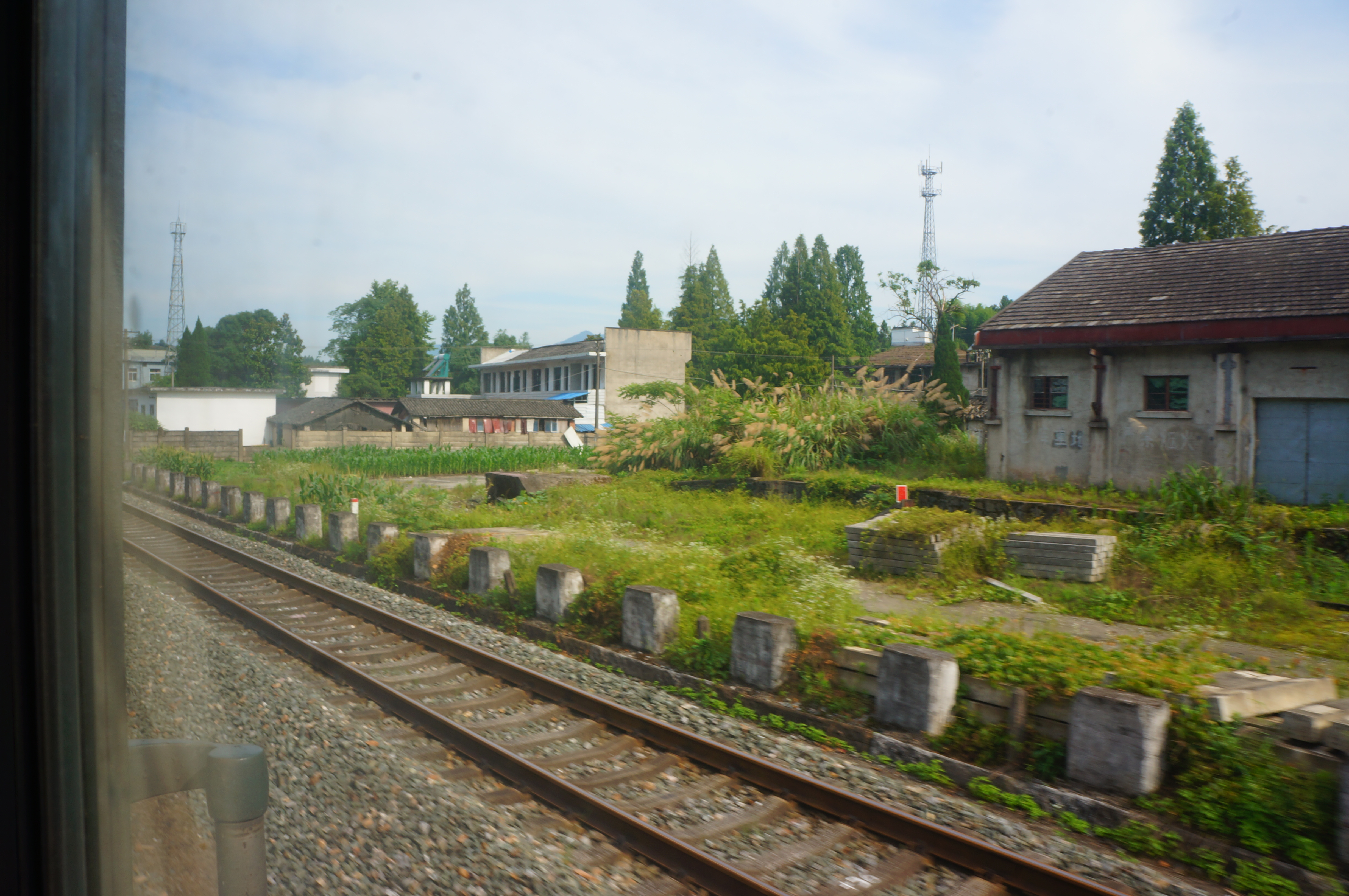
车站侧线
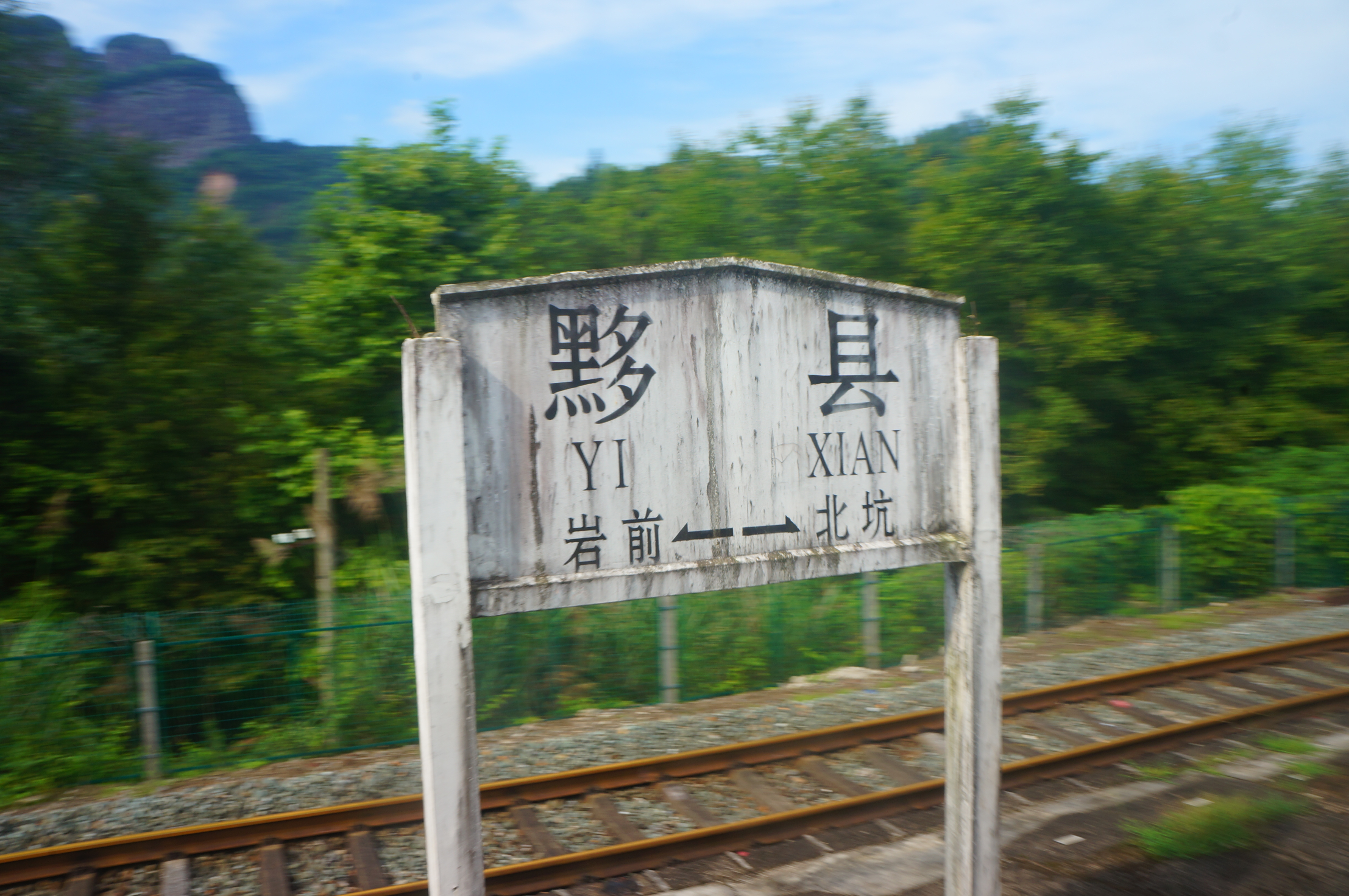
车站站牌
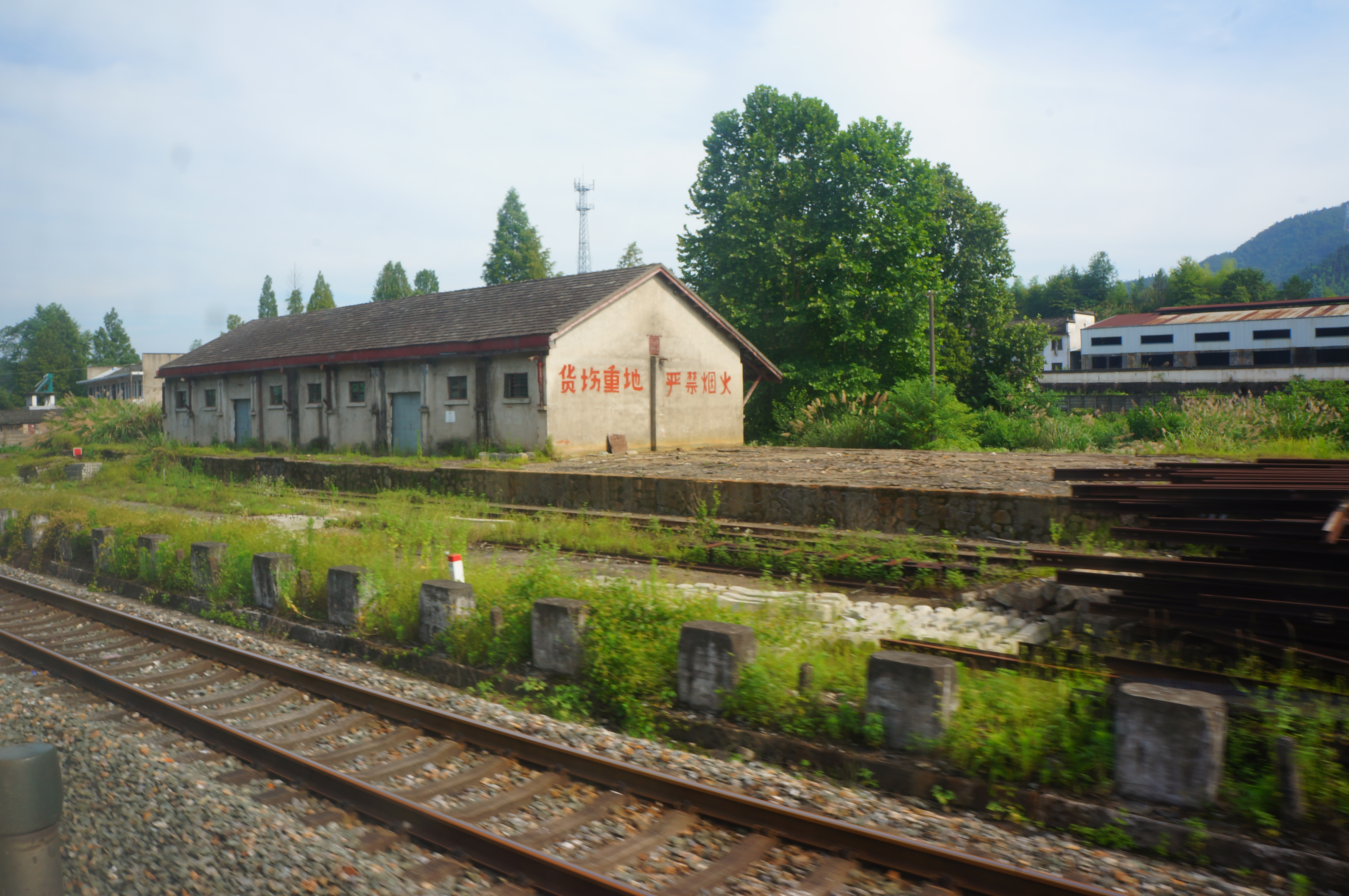
原车站货场
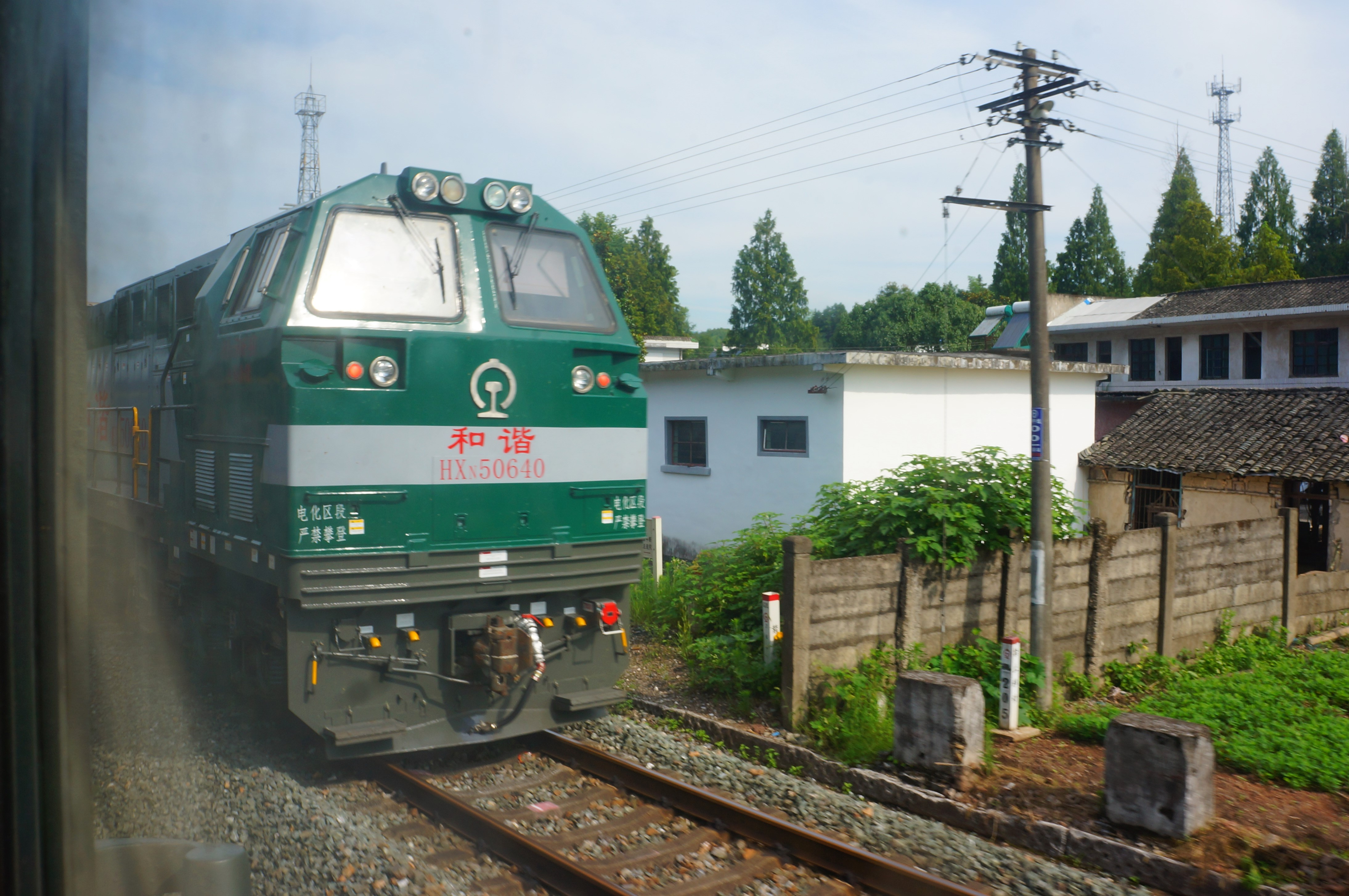
和谐5型内燃机车牵引货运列车在站内停靠